# 日本の山一覧
日本の山一覧（にほんのやまいちらん）は、日本の主要な山を一覧として掲載する。
- 火山の場合は、▲で表示してある（詳細は火山の一覧 (日本)を参照）。
- 山脈・山地については、山脈と山地の一覧#日本を参照。山脈・山地の分類は国土地理院の「日本の主な山岳標高」に準ずる。

## 北海道地方
礼文・利尻
- 礼文岳
- ▲利尻岳 - 日本百名山
- エタンパック山
- 幌尻山
- サマキシリ山

知床・阿寒
- ▲知床岳
- ▲硫黄山
- ▲羅臼岳 - 日本百名山
- ▲海別岳
- ▲斜里岳 - 日本百名山
- ▲武佐岳
- ▲サマッケヌプリ山
- ▲標津岳
- ▲摩周岳
- 阿寒岳- 日本百名山
  - ▲阿寒富士
  - ▲雌阿寒岳
  - ▲雄阿寒岳

北見山地
- イソサンヌプリ
- 珠文岳
- ポロヌプリ山
- 知駒岳
- 松音知岳
- 敏音知岳
- パンケ山
- ペンケ山
- 函岳
- シアッシリ山
- ピヤシリ山
- 毛鐘尻山
- 欝岳
- ウエンシリ岳
- 立牛岳
- 渚滑岳
- 北見富士
- 天塩岳
- チトカニウシ山

石狩山地
- ▲大雪山 - 日本百名山（最高峰は旭岳）（北海道の最高峰）
  - ▲北鎮岳
  - ▲旭岳
  - ▲白雲岳
  - ▲黒岳
- ▲忠別岳
- ▲トムラウシ山 - 日本百名山
- ▲オプタテシケ山
- ▲富良野岳
- ▲美瑛岳
- ▲十勝岳 - 日本百名山
- ▲ニセイカウシュッペ山
- 武利岳
- 武華山
- 三国山
- 北見富士
- ▲東三国山
- ▲喜登牛山
- ▲西クマネシリ岳
- 石狩岳
- ▲ニペソツ山
- ▲丸山
- ▲ウペペサンケ山

夕張山地
- 神威岳
- 美唄山
- 富良野西岳
- 布部岳
- 中天狗
- 崕山
- 松籟山
- 御茶々岳
- 槙柏山
- 芦別岳
- 幾春別岳
- 鉢盛山
- 吉凶岳
- 滝ノ沢岳
- 夕張岳
- 屏風山

日高山脈
- 佐幌岳
- 狩振岳
- ペンケヌーシ岳
- 芽室岳
- 剣山
- チロロ岳
- 伏美岳
- ピパイロ岳
- 戸蔦別岳
- 神威岳
- 幌尻岳 - 日本百名山
- 十勝幌尻岳
- 札内岳
- エサオマントッタベツ岳
- ナメワッカ岳
- イドンナップ岳
- カムイエクウチカウシ山
- コイカクシュサツナイ岳
- ヤオロマップ岳
- 1839峰
- ルベツネ山
- ペテガリ岳
- 中ノ岳
- 神威岳
- ソエマツ岳
- ピリカヌプリ
- トヨニ岳
- 十勝岳
- 楽古岳
- 広尾岳
- 美幌岳
- アポイ岳
- 豊似岳

増毛山地
- 暑寒別岳
- 郡別岳
- 浜益岳
- 別狩岳
- ピンネシリ

支笏・洞爺・積丹
- 藻岩山
- ▲手稲山
- 神威岳
- 余市岳
- ▲無意根山
- ▲札幌岳
- ▲漁岳
- ▲恵庭岳
- ▲樽前山
- ▲風不死岳
- ▲ホロホロ山
- ▲徳舜瞥山
- ▲オロフレ山
- ▲来馬岳
- ▲鷲別岳（室蘭岳）

- 余別岳
- 積丹岳
- ▲ニセコアンヌプリ
- ▲イワオヌプリ
- ▲ニトヌプリ
- ▲チセヌプリ
- ▲目国内岳
- ▲雷電山
- ▲羊蹄山 - 日本百名山
- ▲尻別岳
- ▲有珠山
- ▲昭和新山

狩場山地
- ▲狩場山

渡島半島
- ▲北海道駒ヶ岳
- ▲横津岳
- ▲恵山
- ▲函館山
- 袴腰岳

## 東北地方
下北半島
- ▲恐山

津軽山地
- 梵珠山

白神山地
- ▲岩木山 - 日本百名山
- 白神岳

北上高地
- 姫神山
- 室根山
- 堺ノ神岳
- 峠ノ神山
- 早池峰山 - 日本百名山
- 五葉山
- 石上山

奥羽山脈
- ▲八甲田山 - 日本百名山
- ▲七時雨山
- ▲森吉山
- ▲秋田焼山
- ▲八幡平 - 日本百名山
- ▲烏帽子岳（乳頭山とも）
- ▲秋田駒ヶ岳
- ▲岩手山 - 日本百名山
- 和賀岳
- 真昼岳
- ▲焼石岳
- ▲栗駒山（須川岳とも）
- 神室山
- ▲船形山
- ▲蔵王山 - 日本百名山
- ▲吾妻山 - 日本百名山
- ▲一切経山
- ▲安達太良山 - 日本百名山
- ▲磐梯山 - 日本百名山

出羽山地
- ▲鳥海山 - 日本百名山
- 太平山

朝日山地
- ▲月山 - 日本百名山
- 葉山
- 朝日岳 - 日本百名山
- 以東岳

飯豊山地
- 飯豊山 - 日本百名山

南会津・尾瀬
- 博士山
- 会津朝日岳
- 会津駒ヶ岳 - 日本百名山
- ▲燧ヶ岳 - 日本百名山（東北地方の最高峰）
- ▲三本槍岳
- 荒海山
- 帝釈山

阿武隈高地
- 霊山（りょうぜん）
- 大滝根山
- 八溝山
- 日山
- 湯の岳

## 関東地方
那須・塩原・日光地域
- ▲那須岳 - 日本百名山
- ▲高原山
- ▲女峰山
- ▲男体山 - 日本百名山
- ▲日光白根山 - 日本百名山（関東地方の最高峰）
- ▲皇海山（すかいさん） - 日本百名山

尾瀬・奥利根地域
- 至仏山 - 日本百名山
- ▲武尊山（ほたかやま） - 日本百名山

上信越地域
　　三国山脈
- 谷川岳 - 日本百名山
- 仙ノ倉山
- 白砂山

　　志賀高原・草津地域
- 横手山
- ▲草津白根山 - 日本百名山
- ▲本白根山

　　浅間山周辺地域
- ▲浅間山 - 日本百名山
- ▲四阿山（あずまやさん） - 日本百名山
- ▲鳥甲山
- 佐武流山
- 浅間隠山
- 志賀山

上毛三山
- ▲赤城山 - 日本百名山
- ▲榛名山
- 妙義山（関東山地にも属する）

阿武隈高地、八溝山地、筑波山地方面
- 筑波山 - 日本百名山

関東山地
- 御荷鉾山（みかぼやま）
- 御巣鷹山（おすたかやま）

　　秩父山地
- 武甲山
- 城峯山
- 堂平山

　　　　奥秩父山塊
- 両神山 - 日本百名山
- 甲武信ヶ岳 - 日本百名山
- 三宝山（埼玉県最高峰）
- 和名倉山（白石山とも）

　　　　奥多摩
- 雲取山（奥秩父に含められることもある） - 日本百名山
- 鷹ノ巣山
- 川苔山（川乗山とも書く）
- 三頭山
- 大岳山
- 高尾山
- 蕎麦粒山（そばつぶやま）

　　丹沢山地
- 大山
- 塔ノ岳
- 丹沢山 - 日本百名山
- 蛭ヶ岳
- 檜洞丸
- 大室山

箱根山
- ▲金時山
- 明神ヶ岳
- ▲神山
- ▲箱根駒ヶ岳

房総丘陵
- 鹿野山
- 愛宕山
- 清澄山
- 鋸山

## 中部地方
- 大鳥屋岳
- 鷲ヶ巣山

飯豊山地
- 二王子岳
- 飯豊山（飯豊本山）
- 大日岳
- 北股岳
- 朳差岳

佐渡島
- 金剛山
- 金北山

越後山脈
- 矢筈岳
- 御神楽岳
- 粟ヶ岳
- ▲浅草岳
- ▲守門岳
- 八海山
- 越後駒ヶ岳（魚沼駒ヶ岳とも） - 日本百名山
- 中ノ岳
- 巻機山 - 日本百名山
- 平ヶ岳 - 日本百名山
- 谷川岳 - 日本百名山
- ▲飯士山
- ▲苗場山 - 日本百名山
- 白砂山
- 岩菅山

頸城丘陵
- 米山

頸城山地
- ▲妙高山 - 日本百名山
- 火打山 - 日本百名山
- ▲新潟焼山*
- ▲黒姫山
- 雨飾山 - 日本百名山
- 高妻山 - 日本百名山

野尻湖周辺
- ▲斑尾山
- ▲飯縄山
- 戸隠山

飛騨山脈（北アルプス）
- 犬ヶ岳
- 朝日岳
- 雪倉岳
- 白馬岳（しろうまだけ） - 日本百名山
- 唐松岳
- 五竜岳 - 日本百名山
- 鹿島槍ヶ岳 - 日本百名山
- 爺ヶ岳
- 針ノ木岳
- 蓮華岳
- 烏帽子岳
- 野口五郎岳
- 毛勝山
- 剱岳 - 日本百名山
- 立山（最高峰は大汝山） - 日本百名山
- 奥大日岳
- 薬師岳 - 日本百名山
- 赤牛岳
- 三俣蓮華岳
- 水晶岳（黒岳とも） - 日本百名山
- 黒部五郎岳 - 日本百名山
- ▲鷲羽岳 - 日本百名山
- 槍ヶ岳 - 日本百名山
- 穂高岳（最高峰は奥穂高岳） - 日本百名山（飛騨山脈の最高峰）
- 笠ヶ岳 - 日本百名山
- 有明山
- 餓鬼岳
- 燕岳（つばくろだけ）
- 大天井岳
- 常念岳 - 日本百名山
- 霞沢岳
- ▲焼岳 - 日本百名山
- ▲乗鞍岳 - 日本百名山

御嶽周辺
- ▲御嶽山 - 日本百名山
- 小秀山
- 奥三界岳

筑摩山地
- 美ヶ原 - 日本百名山
- 冠着山（姨捨山とも）

八ヶ岳
- ▲霧ヶ峰（最高峰は車山） - 日本百名山
- ▲権現岳
- ▲赤岳（八ヶ岳の最高峰） - 日本百名山
- ▲横岳
- ▲硫黄岳
- ▲天狗岳
- ▲蓼科山 - 日本百名山

奥秩父山地
- ▲茅ヶ岳
- 瑞牆山（みずがきやま） - 日本百名山
- 小川山
- 金峰山 - 日本百名山
- 北奥千丈岳（奥秩父山地の最高峰）
- 国師ヶ岳
- 甲武信ヶ岳 - 日本百名山
- 三宝山
- 木賊山（とくさやま）
- 笠取山
- 水晶山
- 大菩薩嶺 - 日本百名山
- 飛竜山

富士山周辺
- ▲富士山 - 日本百名山（日本の最高峰）
- ▲宝永山
- ▲愛鷹山

木曽山脈（中央アルプス）
- 経ヶ岳
- 木曽駒ヶ岳 - 日本百名山（木曽山脈の最高峰）
- 空木岳（うつぎだけ） - 日本百名山
- 南駒ヶ岳
- 越百山（こすもやま）
- 安平路山（あんぺいじやま）
- 恵那山 - 日本百名山
- 南木曽岳（なぎそだけ）

身延山地
- 身延山
- 七面山

赤石山脈（南アルプス）
- 入笠山
- 鋸岳
- 甲斐駒ヶ岳 - 日本百名山
- 鳳凰三山 - 日本百名山
- アサヨ峰
- 仙丈ヶ岳 - 日本百名山
- 北岳（白根山とも） - 日本百名山（赤石山脈の最高峰）
- 間ノ岳 - 日本百名山
- 農鳥岳
- 塩見岳 - 日本百名山
- 小河内岳（こごうちだけ）
- 奥茶臼山
- 荒川岳（最高峰は悪沢岳） - 日本百名山
- 赤石岳 - 日本百名山
- 聖岳（ひじりだけ） - 日本百名山
- 上河内岳（かみこうちだけ）
- 茶臼岳
- 光岳（てかりだけ） - 日本百名山
- 笊ヶ岳
- 大無間山
- 池口岳
- 秋葉山
- 八高山
- 白倉山
- 蕎麦粒山（そばつぶやま）
- 粟ヶ岳

伊豆半島周辺
- ▲達磨山
- ▲大室山
- ▲天城山 - 日本百名山
- 有度山
- 久能山

美濃三河高原
- 茶臼山
- 段戸山
- 鳳来寺山
- 本宮山
- 六所山
- 猿投山
- 三ヶ根山
- 三国山

呉羽丘陵
- 呉羽山

二上丘陵
- 二上山
- 城山
- 鉢伏山
- 大師ヶ岳

飛騨高地
- 金剛堂山
- 人形山
- 猿ヶ馬場山
- ▲鷲ヶ岳
- ▲烏帽子岳
- 位山
- 川上岳（かおれだけ）

能登半島
- 宝立山
- 高洲山

宝達丘陵
- 石動山
- 宝達山

白山山地（両白山地）
- 医王山
- 大門山
- 大笠山
- 笈ヶ岳
- ▲三方岩岳
- ▲白山 - 日本百名山
- ▲大日ヶ岳
- ▲経ヶ岳
- ▲野伏ヶ岳
- ▲大日山

越美・伊吹山地
- 荒島岳 - 日本百名山
- 平家岳
- 能郷白山（権現山とも）
- 三国岳
- 冠山
- 三周ヶ岳
- 蕎麦粒山（そむぎやま）
- 小津権現山

丹波高地
- 野坂岳
- 久須夜ヶ岳
- 青葉山

鈴鹿・布引山地（養老山地）
- 笙ヶ岳
- 養老山
- 多度山

各務原アルプス(関南アルプス)
- 金比羅山
- 明王山(みょうおうざん)
- 三峰山(みつみねやま)
- 権現山
- 迫間山(はざまやま)
- 北山(各務原市)

## 近畿地方
越美・伊吹山地
- 金糞岳
- 伊吹山 - 日本百名山

鈴鹿・布引山地
- 霊仙山
- 御池岳
- 藤原岳
- 日本コバ
- 竜ヶ岳
- 釈迦ヶ岳
- 御在所山
- 雨乞岳
- 綿向山
- 鎌ヶ岳
- 入道ヶ岳
- 仙ヶ岳

比良山地・琵琶湖周辺
- 武奈ヶ岳
- 蓬萊山
- 皆子山
- 比叡山

丹波高地
- 大江山
- 長老ヶ岳
- 三国岳
- 愛宕山
- 御嶽（三嶽）
- 白山
- 来日岳

笠置山地
- 笠置山
- 若草山
- 春日山
- 三輪山

奈良盆地
- 畝傍山
- 耳成山
- 天香具山

生駒・金剛・和泉山地
- 飯盛山
- 生駒山
- 高安山
- 信貴山
- 二上山
- 葛城山
- 金剛山
- 岩湧山
- 和泉葛城山

高見山地
- 堀坂山
- 倶留尊山
- 局ヶ岳
- 三峰山
- 高見山
- 竜門岳

紀伊山地東部
- 朝熊ヶ岳

紀伊山地東部（大台原山とその周辺）
- 大台ヶ原山 - 日本百名山

紀伊山地東部（大峰山脈）
- 吉野山
- 山上ヶ岳
- 大普賢岳
- 八経ヶ岳（八剣山） - 日本百名山（大峰山の最高峰）（近畿地方の最高峰）
- 釈迦ヶ岳
- 玉置山

紀伊山地西部
- 龍門山
- 高野山
- 伯母子岳
- 護摩壇山
- 龍神岳
- 那智山

六甲山地
- 六甲山
- 摩耶山

淡路島
- 諭鶴羽山

中国山地東部
- 蘇武岳
- 鉢伏山

その他
- 衣笠山
- 神於山
- 天保山 - 日本一低い山（築山）
- 荒神山

## 中国地方
中国山地東部
- 扇ノ山
- 氷ノ山
- 三室山
- 後山
- 那岐山

中国山地中部
- ▲大山 - 日本百名山（中国地方の最高峰）
- ▲蒜山
- 矢筈ヶ山
- 船通山
- 道後山
- 比婆山（最高峰は立烏帽子山）
- 吾妻山
- 猿政山
- 大万木山
- ▲三瓶山

中国山地西部
- 恐羅漢山（島根県・広島県最高峰）
- 安蔵寺山
- 冠山
- 寂地山（山口県最高峰）
- 十種ヶ峰

## 四国地方
讃岐山地とその周辺
- 飯野山（讃岐富士）
- 竜王山
- 雲辺寺山

高縄山地
- 高縄山

四国山地東部
- 眉山

四国山地東部（剣山地）
- 高越山
- 雲早山
- 剣山 - 日本百名山
- 次郎笈
- 三嶺（みうね/さんれい）

四国山地西部（石鎚山地）
- 東赤石山
- 笹ヶ峰
- 伊予富士
- 瓶ヶ森
- 石鎚山 - 日本百名山（四国地方の最高峰）
- 二ノ森
- 筒上山

四国山地西部
- 野鹿池山
- 稲叢山
- 中津明神山
- 大川嶺（最高峰は笠取山）
- 鬼ヶ城山
- 三本杭
- 篠山

その他
- 弁天山 - 自然の山としては日本一低い山[1]

## 九州・沖縄地方
筑紫山地
- 英彦山
- 脊振山
- 天山

佐賀西部・長崎・島原
- ▲経ヶ岳
- ▲多良岳
- ▲雲仙普賢岳

九州山地
- ▲由布岳
- ▲鶴見岳
- ▲湧蓋山
- ▲九重山 - 日本百名山（九州本土の最高峰）
- ▲星生山
- ▲大船山
- ▲阿蘇山 - 日本百名山
- 祖母山 - 日本百名山
- 傾山
- 大崩山
- 国見岳
- 市房山
- 尾鈴山
- 紫尾山

九州南部
- ▲霧島山（韓国岳とも） - 日本百名山
- ▲高千穂峰
- 鰐塚山
- 高隈山
- 甫与志岳
- 桜島（御岳とも）
- ▲開聞岳 - 日本百名山

屋久島
- 宮之浦岳 - 日本百名山（九州地方最高峰）
- 永田岳
- 栗生岳
- 翁岳
- 本富岳（もっちょむだけ）

南西諸島
- 湯湾岳
- 与那覇岳
- 於茂登岳
- 古見岳